# Solution (chimie)
Pour les articles homonymes, voir Solution.

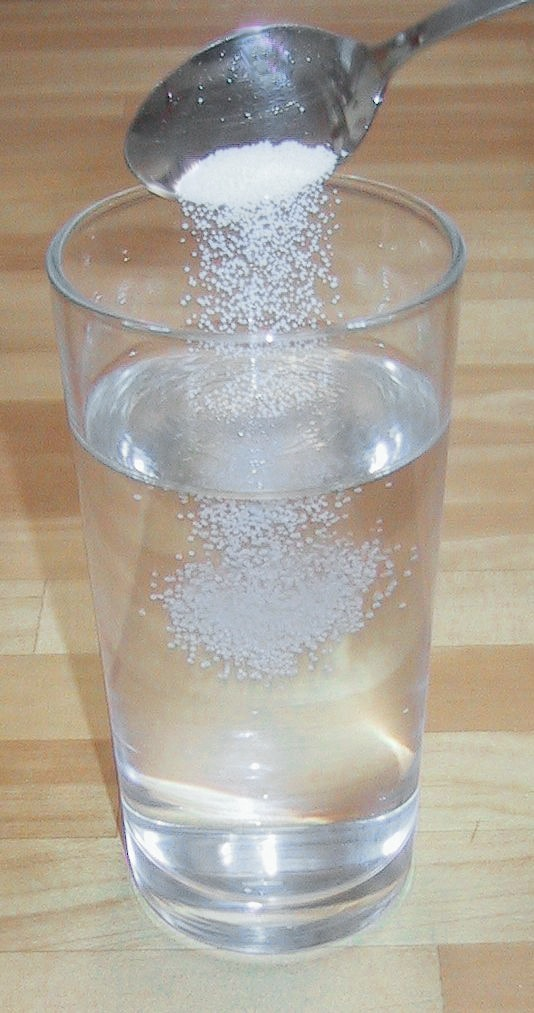
Solution saline en dissolvant du sel dans l'eau.

En chimie, une solution est un mélange homogène (constitué d'une seule phase) résultant de la dissolution d'un ou plusieurs soluté(s) (espèce chimique dissoute) dans un solvant. Les molécules (ou les ions) de soluté sont alors solvatées et dispersées dans le solvant.

## Typologie des solutions

### Solution à l'état liquide
La solution liquide est l'exemple le plus connu. Une solution ayant l'eau comme solvant est appelée solution aqueuse. 
Il est possible de mettre en solution :
- un liquide dans un autre : limité par la miscibilité des deux liquides ;
- un solide dans un liquide : limité par la solubilité du solide dans le solvant, au-delà de laquelle le solide n'est plus dissous. On parle alors de solution saturée ;
- un gaz dans un liquide.

### Solution à l'état solide
Une solution solide correspond à un mélange de plusieurs corps purs.

### Solution à l'état gazeux
On parle assez rarement de « solution » pour un gaz. Un mélange de gaz est en général homogène après un court instant, en raison de l'agitation thermique (voir les articles Mouvement brownien et Diffusion), mais il peut y avoir une stratification en présence d'un champ de gravité si la hauteur du contenant est importante (par exemple dans l'atmosphère).

### Coexistence de phases
Une solution peut être :
- saturée : à une température et une pression données, une solution saturée est une solution qui ne peut plus dissoudre de soluté ;
- insaturée : une solution insaturée est une solution qui peut dissoudre plus de soluté, aux conditions du système ;
- sursaturée : une solution sursaturée est une solution contenant une plus grande quantité de soluté dissous que celle qui correspond à la limite de saturation.

## Expressions de la composition
Soient i composants. La concentration du composant peut s'exprimer de plusieurs manières dont les fractions et les concentrations :
- fractions : une fraction est le rapport de deux quantités du même type, la quantité du numérateur s'appliquant à un constituant du système et celle du dénominateur à la somme des quantités de tous les constituants du système. Quand elles sont appliquées aux mélanges, les fractions peuvent être de trois types[1] :
  - la fraction molaire xi (sans unité ou %mol), qui est le rapport entre le nombre ni de moles de i sur le nombre n total de moles 
 {\displaystyle x_{i}={\frac {n_{i}}{n}}={\frac {n_{i}}{\sum _{j=1}^{l}n_{j}}}} ;
  - la fraction massique wi (sans unité ou %m), qui est le rapport entre la masse mi de i sur la masse totale m
 {\displaystyle w_{i}={\frac {m_{i}}{m}}={\frac {m_{i}}{\sum _{j=1}^{l}m_{j}}}}.
  - la fraction volumique Vi (sans unité ou %vol), qui est le rapport entre le volume du composant i sur la somme des volumes de tous les composants utilisés pour fabriquer ce mélange {\displaystyle \sum _{j=1}^{l}v_{j}}[2] : {\displaystyle V_{i}={\frac {v_{i}}{\sum _{j=1}^{l}v_{j}}}}.
- concentrations : une concentration est une quantité caractérisant la composition d'un mélange par rapport à son volume V[3] :
  - la concentration molaire ci (mol·L−1), rapport entre le nombre de moles de i et le volume de liquide : {\displaystyle c_{i}={\frac {n_{i}}{V}}} ;
  - la concentration massique ρi, rapport entre la masse de i et le volume de liquide : {\displaystyle \rho _{i}={\frac {m_{i}}{V}}} ;
  - la fraction volumique (appelée « concentration volumique » dans le cas des solutions idéales) Vi ; dans le cas d'un mélange de liquides, c'est le volume vi de i divisé par le volume total V : {\displaystyle V_{i}={\frac {v_{i}}{V}}={\frac {v_{i}}{\sum _{j=1}^{l}v_{j}}}}.

Dans le cas d'un gaz, on utilise :
- la pression partielle Pi, qui est la contribution de la phase i à la pression totale P ;
- la fraction volumique (sans unité ou %vol), qui est, dans les conditions de pression et de température fixées, le volume vi que représenterait la phase i toute seule sur le volume total ; dans le cas de gaz parfaits, on montre aisément que le pourcentage volumique est égal à la pression partielle divisée par la pression totale P: {\displaystyle V_{i}={\frac {v_{i}}{V}}={\frac {P}{P_{i}}}}.

Il existe plusieurs autres façons d'exprimer la composition ou la concentration :
- molalité ;
- notation en « parts pour » ;
- CH ou DH : dilution Centésimale ou Décimale, Hahnemanienne (réservée à l'homéopathie).

## Thermodynamique des solutions

### Solution diluée, activité
On appelle une solution diluée le cas d'une solution pour laquelle la quantité de solutés est très inférieure à la quantité totale de solution. Si l'on désigne le solvant par l'indice s, on peut donc utiliser les approximations suivantes :
{\displaystyle n\simeq n_{s}}, {\displaystyle x_{i}\simeq {\frac {n_{i}}{n_{s}}}}, {\displaystyle x_{s}\simeq 1} ;
{\displaystyle m\simeq m_{s}}, {\displaystyle w_{i}\simeq {\frac {m_{i}}{m_{s}}}}, {\displaystyle w_{s}\simeq 1}.
Pour les solutions liquides :
{\displaystyle c_{i}\simeq {\frac {n_{i}}{v_{s}}}}, cs est l'inverse du volume molaire du solvant ;
{\displaystyle \rho _{i}\simeq {\frac {m_{i}}{v_{s}}}}, ρs est la masse volumique du solvant ;
{\displaystyle v\simeq v_{s}}, {\displaystyle V_{i}\simeq {\frac {v_{i}}{v_{s}}}}, {\displaystyle V_{s}\simeq 1}
Dans le cas d'une solution diluée, le potentiel chimique est une fonction affine du logarithme de la fraction molaire, pour une température fixée :
- en solution liquide, {\displaystyle \mu _{i}(P,T)=\mu _{i}^{\circ }(T)+RT\,\ln x_{i}} ;
- en solution gazeuse, {\displaystyle \mu _{i}(P,T)=\mu _{i}^{\circ }(T)+RT\,\ln P_{i}}.

Si la solution n'est pas diluée (ou dans le cas de gaz, à haute pression, lorsque l'on ne peut plus faire l'approximation des gaz parfaits), il faut faire intervenir l'activité chimique ai :
{\displaystyle \mu _{i}(P,T)=\mu _{i}^{\circ }(T)+RT\,\ln a_{i}}
- dans le cas d'une solution liquide, ai = γi·xi où γi est le coefficient d'activité de i ; l'état de référence est le liquide i pur ;
- dans le cas d'une solution gazeuse, ai = ƒi/Pi où ƒi est la fugacité ; l'état de référence est le liquide i gaz parfait pur.

Ceci est l'approche du point de vue « chimique » : on part de ce que l'on mesure bien (le volume, la masse, etc.). D'un point de vue thermodynamique, on commence plutôt par définir l'activité, puis on établit que dans le cas des solutions diluées :
- pour un liquide, l'activité d'un soluté vaut à peu près sa concentration molaire (liquide) et l'activité du solvant vaut 1 ;
- pour un gaz, l'activité du soluté est pression partielle en atmosphère, un gaz ayant une pression partielle d'une atmosphère a une activité de 1 ;
- pour un solide, l'activité vaut 1.

### Solution idéale
Du point de vue de la thermodynamique, une solution en phase {\displaystyle \phi } (gaz, liquide ou solide), à {\displaystyle P} et {\displaystyle T}, est idéale si chacun de ses constituants répond à la loi de Lewis et Randall (1923) basée sur les fugacités :
avec :
- {\displaystyle f_{i}^{\phi ,{\text{id}}}} fugacité du composant {\displaystyle i} dans la solution idéale ;
- {\displaystyle f_{i}^{\phi ,*}} fugacité du composant {\displaystyle i} pur, à mêmes {\displaystyle P}, {\displaystyle T} et phase {\displaystyle \phi } que la solution idéale ;
- {\displaystyle P} pression totale du mélange ;
- {\displaystyle T} température du mélange ;
- {\displaystyle x_{i}} fraction molaire du constituant {\displaystyle i}.